# IL18RAP
Рецептор интерлейкина 18, вспомогательный белок (англ. interleukin 18 receptor accessory protein; IL18RAP; CD218b; CDw218b) — мембранный белок рецептор интерлейкина из суперсемейства иммуноглобулинов. Продукт гена человека IL18RAP.

## Функции
Белок IL18RAP (β-цепь) является вспомогательной β-субъединицей гетеродимерного рецептора интерлейкина 18. Белок усиливает связывающую активность главной лиганд-связывающей α-субъединицы комплекса IL18R1. Коэкспрессия IL18RAP и IL18R1 необходима для активации транскрипционного фактора NF-κB и JNK-киназы MAPK8 в ответ на действие интерлейкина 18.

## Тканевая экспрессия
IL18RAP экспрессируется в надпочечниках, костном мозге, мозге (взрослом и плода), фетальной печени, сердце, почках, лёгких, печени, лейкоцитах периферической крови, плаценте, предстательной железе, слюнных железах, скелетных мышцах, спинном мозге, яичках, тимусе, щитовидной железе, трахее и матке. Особенно высокая экспрессия обнаружена в лейкоцитах периферической крови и селезёнке, а также в меньшей степени в толстом кишечнике. Специфически IL18RAP коэкспрессируется с IL18R1 в T-хелперах 1 (Th1).

## Патология
Варианты IL18RAP связаны с чувствительностью к развитию целиакии.